# Idaea subexcisata
Idaea subexcisata är en fjärilsart som beskrevs av W. Warren 1901. Idaea subexcisata ingår i släktet Idaea och familjen mätare. Inga underarter finns listade i Catalogue of Life.